# Ferdynand Karol Józef Habsburg-Este
Ferdynand Karol Józef Habsburg-Este (ur. 25 kwietnia 1781 w Mediolanie, zm. 5 listopada 1850 w Altmünster) – arcyksiążę, austriacki marszałek polny, dowódca armii austriackiej w okresie wojen napoleońskich.

## Życiorys
Ferdynand urodził się w Mediolanie jako syn arcyksięcia Ferdynanda Habsburga i Marii Beatryczy d’Este, córki Ercole III d’Este. Przed rozpoczęciem kariery wojskowej w 1799, uczęszczał do Akademii Wojskowej w Wiener Neustadt. 21 lutego 1800 został mianowany na stopień generała majora, a 4 stycznia 1801 na stopień generała dywizji. Był dowódcą wojsk austriackich w czasie wojny trzeciej koalicji przeciwko Francji w 1805. 1 września 1805 został mianowany na stopień generała kawalerii. W czasie bitwy pod Ulm (8–15 października 1805) został otoczony, lecz zdołał uciec z 2000 kawalerzystów do Czech. 2 grudnia 1805 w czasie bitwy pod Austerlitz dowodził prawym skrzydłem armii rosyjsko-austriackiej.
W 1809 podczas wojny piątej koalicji przeciwko Francji z korpusem liczącym ponad 30 tysięcy żołnierzy miał za zadanie opanowanie Księstwa Warszawskiego, co było jednym z kluczowych elementów planu wojennego koalicji antynapoleońskiej. 19 kwietnia w bitwie pod Raszynem koło Warszawy nie zdołał rozbić znacznie mniejszej armii Księstwa pod wodzą ks. Józefa Poniatowskiego, ale 23 kwietnia wkroczył do Warszawy, z której wycofały się oddziały polskie. Po opuszczeniu stolicy Poniatowski był w stanie przegrupować polskie oddziały, zorganizować skuteczną obronę na linii Wisły, a następnie przejąć inicjatywę i zająć znaczne obszary Galicji z Krakowem i Lwowem włącznie. Ta ofensywa Polaków zmusiła główny korpus austriacki do opuszczenia w czerwcu Warszawy, co dało Ferdynandowi możliwość przeprowadzenia częściowej kontrofensywy. Jednak 5 lipca wojska napoleońskie odniosły zwycięstwo pod Wagram i zgodnie z postanowieniami traktatu pokojowego z 14 października Austria utraciła zajęte przez Polaków tereny z wyjątkiem rejonu Lwowa.
Ferdynand ponownie walczył w 1815 w wojnie siódmej koalicji przeciwko Francji, a w następnym roku był dowódcą wojskowym na Węgrzech. W latach 1830–1846 sprawował formalnie urząd gubernatora Galicji i mieszkał we Lwowie. 17 września 1836 został mianowany na stopień marszałka polnego. Po zajściach roku 1846 odwołany, wyjechał do Modeny we Włoszech.
Ferdynand nigdy się nie ożenił. W 1850 zmarł w Altmünster, blisko Gmunden w Austrii.

## Odznaczenia
Odznaczenia arcyksięcia Ferdynanda Karola Józefa to między innymi:
- Order Złotego Runa
- Krzyż Wielki Orderu Świętego Stefana
- Kawaler Orderu Marii Teresy
- Order Świętego Andrzeja (Imperium Rosyjskie)
- Order Świętego Aleksandra Newskiego (Imperium Rosyjskie)
- Cesarski i Królewski Order Orła Białego (Imperium Rosyjskie)
- Order Świętej Anny I klasy (Imperium Rosyjskie)
- Order Orła Czarnego (Prusy)
- Wielka Wstęga Świętego Konstantyńskiego Orderu Wojskowego Świętego Jerzego (Sycylia)
- Krzyż Wielki Orderu Gwelfów (Hanower